# Witalij Rudakowski
Witalij Rudakowski (błr. Віталь Рудакоўскі, ros. Виталий Рудаковский, ur. 5 czerwca 1976 w Mińsku) − białoruski kulturysta.

## Życiorys
Treningi siłowe rozpoczął jako nastolatek.
Zwycięzca lub finalista wielu konkursów kulturystycznych, organizowanych na szczeblu krajowym i europejskim. Debiutował w maju 2000 w trakcie Pucharu Moskwy w Kulturystyce. Zajął trzecie miejsce na podium wśród zawodników o masie ciała nieprzekraczającej 80 kg. Rok 2009 przyniósł mu zwycięstwo w kategorii wagowej 100 kg oraz trzecie miejsce na podium w kategorii "open" podczas Pucharu Północno-Zachodniej Rosji. Tego samego roku, w trakcie Pucharu Rosji, rozegranego w Astrachaniu, zajął drugie miejsce w kategorii 100 kg. W 2010 został absolutnym zwycięzcą Mistrzostw Wschodniej Europy w Kulturystyce. Na tej samej gali sukcesywnie wystartował także w kategorii "open", przy boku Walentina Antonowa i Michaiła Sidoryczewa. Rok później brał udział w trzech zawodach. Zdobył pierwsze miejsce na podium w kategorii ciężkiej (powyżej 100 kg) w trakcie Mistrzostw Rosji w Kulturystyce. Na Grand Prix Fitness House uplasował się na piątej pozycji w lidze profesjonalistów. Podczas Arnold Amateur Europe, organizowanych przez International Federation of BodyBuilding and Fitness (IFBB), zajął jedenaste miejsce wśród zawodników o kategorii wagowej ciężkiej. Został zwycięzcą zawodów Bodybuilding, Fitness & Bikini Championships (Alexander Vishnevsky Cup) w 2012.
Zamieszkuje Petersburg w Rosji, pracuje jako osobisty trener. Jest także osobowością internetową, występuje w filmach promujących działalność obiektów sportowych.